# Urtica spiralis
Urtica spiralis är en nässelväxtart som beskrevs av Carl Ludwig von Blume. Urtica spiralis ingår i släktet nässlor, och familjen nässelväxter. Inga underarter finns listade i Catalogue of Life.